# بتیسم سادینی
بتیسم سادینی (انگلیسی: Btissam Sadini) کاراته‌کای اهل مراکش است. در مسابقات کاراته قهرمانی جهان ۲۰۱۸ که در مادرید، اسپانیا برگزار شد، وی یکی از مدال‌های برنز را در کومیته ۶۱ کیلوگرم بانوان را از آن خود کرد.

## حرفه
در سال ۲۰۱۸، او در مسابقات قهرمانی آفریقا در رواندا به مدال نقره رسید.
در سال ۲۰۱۹، وی نماینده مراکش در بازی‌های آفریقای ۲۰۱۹ بود و در کومیته ۶۱ کیلوگرم بانوان صاحب یکی از مدال‌های برنز شد. وی همچنین در مسابقات کومیته تیمی زنان مدال طلا را بدست آورد.
در همان سال، وی در مسابقات قهرمانی آفریقا در بوتسوانا موفق به کسب مدال برنز شد.
در سال ۲۰۲۰، وی در مسابقات قهرمانی آفریقا در رباط، مراکش برنده مدال نقره شد.

## دستاوردها
| سال  | رقابت                  | محل                | رتبه بندی | رویداد            |
| ---- | ---------------------- | ------------------ | --------- | ----------------- |
| ۲۰۱۸ | قهرمانی جهان           | مادرید، اسپانیا    | سوم       | کومیته ۶۱ کیلوگرم |
| ۲۰۱۹ | مسابقات قهرمانی آفریقا | گابورونه، بوتسوانا | سوم       | کومیته ۶۱ کیلوگرم |
| ۲۰۱۹ | بازی‌های آفریقایی       | رباط، مراکش        | سوم       | کومیته ۶۱ کیلوگرم |
| ۲۰۱۹ | بازی‌های آفریقایی       | رباط، مراکش        | یکم       | کومیته تیمی       |
| ۲۰۲۰ | مسابقات قهرمانی آفریقا | رباط، مراکش        | دوم       | کومیته ۶۱ کیلوگرم |